# Lekker Energie
Die Lekker Energie GmbH (bis Juni 2010 Nuon Deutschland) ist ein Energieversorgungsunternehmen, das in Deutschland private Haushalte und Gewerbekunden bundesweit mit Strom und Gas beliefert. Alleingesellschafter sind seit 2013 die Stadtwerke Krefeld.

## Hintergrund
Lekker wurde als Nuon Deutschland, die deutsche Landestochter für das Geschäft mit Privat- und Geschäftskunden durch den niederländischen Nuon-Konzern gegründet; dessen Versorgungsgeschäft wurde im Februar 2009 weitgehend vom schwedischen Energiekonzern Vattenfall erworben. Das westfälische Energieunternehmen Enervie – Südwestfalen Energie und Wasser  erwarb daraufhin Nuon Deutschland Mitte März 2010 von Vattenfall, wodurch eine Auflage der EU-Kommission erfüllt wurde; diese hatte Vattenfall beim Kauf der niederländische Nuon Energy die Auflage gemacht, das gesamte Deutschlandgeschäft von Nuon zu verkaufen; das Unternehmen wurde kurz danach in Lekker Energie umfirmiert. 2011 erwarben die Stadtwerke Krefeld (SWK) einen Anteil von 49 % an Lekker Energie; seit September 2013 gehört die Lekker Energie zu 100 % der SWK.

## Porträt
Seit 2006 versorgt das Unternehmen Kunden mit Strom; zunächst in Berlin und Hamburg, erfolgt der Vertrieb mittlerweile in allen Metropolen Deutschlands. Per 31. Dezember 2019 belieferte das Unternehmen mehr als 400.000 Kunden mit Strom und Gas. Durch seine Ausrichtung wird Lekker in den Medien als "fairer Anbieter" mit "attraktiver Preisgarantie" vorgestellt.
Das Unternehmen ist im Juli 2006 mit Erdgas für Privatkunden an den Berliner und den Hamburger Markt gegangen und hat damit erstmals privaten Haushalten den Anbieterwechsel ermöglicht. Mittlerweile ist auch das Angebot von Gas (Tarif: Wakker Gas) bundesweit ausgedehnt worden.
Die Zentrale befindet sich in Berlin-Mitte. Im nordrhein-westfälischen Heinsberg ist das Unternehmen Strom-Grundversorger.

### Beteiligungen/Übernahmen
2018 erwarb Lekker eine Beteiligung an dem Berliner Start-up-Unternehmen Mieterengel. Mieterengel wickelt das bislang analoge Geschäft Mieterberatung über eine Online-Plattform ab.
Im Frühjahr 2019 übernahm Lekker den Kundenstamm des Stadtwerke Energie Verbundes (SEV) in NRW (12.000 Strom- und Gaskunden).
Im Dezember 2019 folgt die Übernahme von rund 9.000 Strom- und Erdgaskunden der Westfalen AG.
Im September 2020 beschleunigte Lekker Energie seinen Wachstumskurs durch die Übernahme von rund 40.000 Strom- und Erdgaskunden der PST Europe Sales. Dadurch wuchs der Bestandskundenstamm nach Angaben des Unternehmens erstmals auf 400.000 Kunden. Lekker Energie wird von der Fachzeitung "Energie & Management" in einer Ökostromumfrage 2021 als viertgrößter Anbieter von Ökostrom an private Haushalte geführt.

### Sponsoring
Von 2005 bis 2014 unterstützte Nuon Deutschland bzw. Lekker Energie die Handballer der Füchse Berlin. Als Hauptsponsor feierte man zusammen mit dem Verein den Aufstieg in die Bundesliga (2006/2007) und den Einzug in die Champions-League (2011). Seit Saisonbeginn der Deutschen Eishockey Liga 2011/2012 ist Lekker Energie Trikotsponsor bei allen Auswärtsspielen der Krefeld Pinguine.
Von 2012 bis 2014 war Lekker Energie in der Beko Basketball-Bundesliga Partner von Phoenix Hagen. Das Unternehmen trat dabei auf den Hosen der Auswärtstrikots in Erscheinung. Außerdem hatten diese die lila-gelben Farben des Unternehmens.
Das Energieunternehmen unterstützte bis 2014 den Lekker-Energie-Cup, das größte Hallenhandball-Jugendturnier in Deutschland. In Heinsberg unterstützt das Unternehmen den örtlichen Sportverein BC 09 Oberbruch. Außerdem fördert Lekker Energie in Kooperation mit dem Verein Deutsche Umwelt-Aktion seit 2010 den Umweltunterricht für die vierten Klassen an den Grundschulen in Heinsberg.

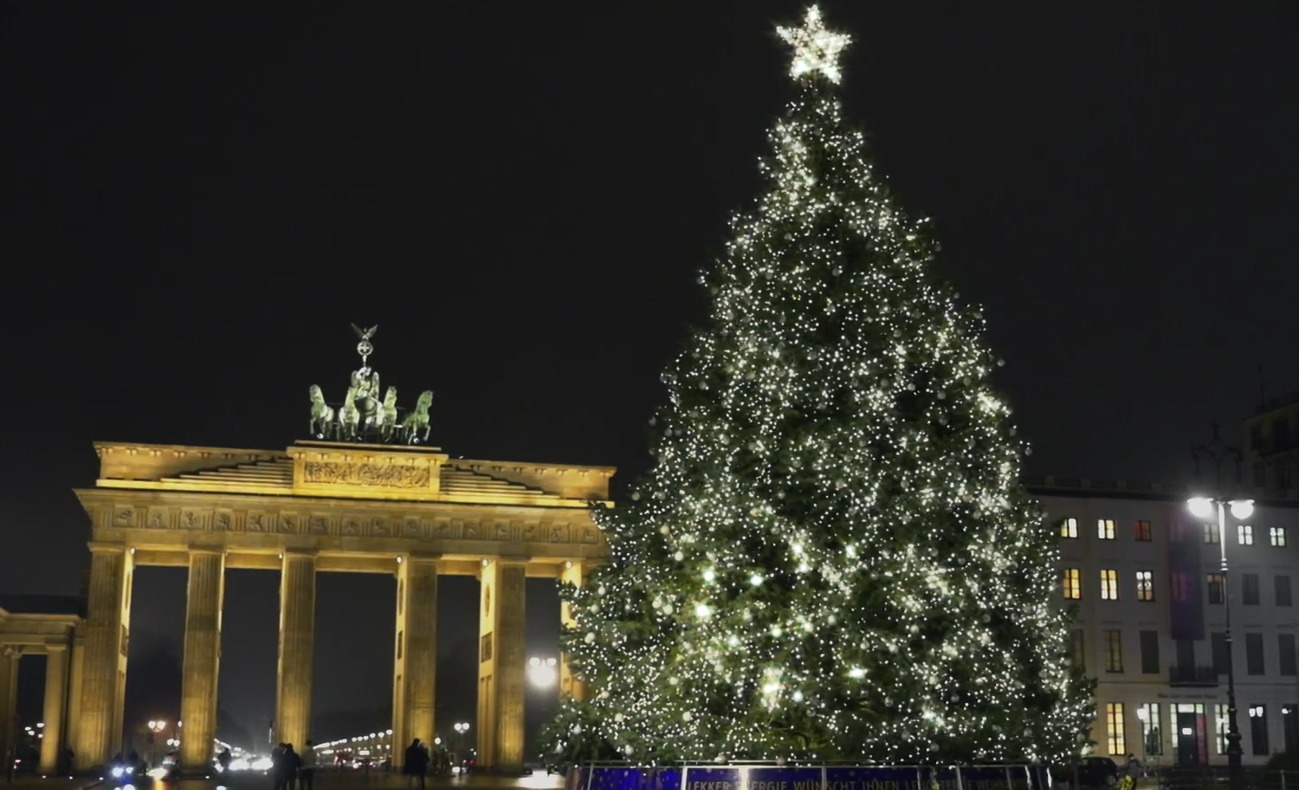
Weihnachtsbaum vor dem Brandenburger Tor (2019)

Seit 2017 engagiert sich das Unternehmen für den Nachwuchssport in Berlin. Einmal im Jahr wird der Lekker-Vereinswettbewerb ausgeschrieben, bei dem sich alle eingetragenen Vereine der Hauptstadt beteiligen können. Die Fördersumme liegt 2021 bei insgesamt 25.000 Euro. Darüber hinaus unterstützt Lekker eine Reihe sozialer Initiativen wie das Jona’s Haus in Berlin-Staaken.
Seit 2015 sponsert das Unternehmen jedes Jahr den Weihnachtsbaum auf dem Pariser Platz vor dem Brandenburger Tor. Es übernimmt die Kosten für den Transport und die Aufstellung der stets aus Thüringen kommenden Tanne und lässt den Baum mit rund 30.000 Lichtpunkten sowie Hunderten Weihnachtskugeln schmücken.